# Olisa Agbakoba
Olisa Agbakoba (* 29. Mai 1953 in Jos, Nigeria) ist ein früherer Präsident der nigerianischen Rechtsanwaltskammer und Seniorpartner einer auf Seerecht spezialisierten Anwaltskanzlei in Lagos.
Als Sohn eines Richters studierte er Rechtswissenschaft an der University of Nigeria, der Nigerian Law School und der London School of Economics. Bekannt wurde er durch seine Arbeit in der Menschenrechts- und Demokratiebewegung Nigerias. So war Gründer der „United Action for Democracy“, Gründungsvorsitzender der „Civil Liberties Organization“ und der sambischen pan-afrikanischen Menschenrechtsorganisation „AfroNet“. Er war Verteidiger des 1995 hingerichteten Bürgerrechtlers Ken Saro-Wiwa und wurde mehrfach wegen seiner pro-demokratischen Aktivitäten verhaftet.
1993 wurde er mit dem Menschenrechtspreis des Deutschen Richterbundes geehrt. 1996 erhielt er den Aachener Friedenspreis. Auch die American Bar Association hat ihn ausgezeichnet.